# Liste des navires de la Royal Navy : G-H
Cet article contient la liste de tous les noms de bateaux de la Royal Navy dont le nom commence par les lettres G ou H.

## Liste

### G
- G1
- G2
- G3
- G4
- G5
- G6
- G7
- G8
- G9
- G10
- G11
- G12
- G13
- G14
- G15
- Gabbard
- Gabriel Harfleur
- Gabriel Royal
- Gabriel
- Gaddesden
- Gadfly
- Gadwell
- Gael
- Gaiete
- Gaillarda
- Gainsborough
- Gala
- Galatea
- Galathee
- Galgo
- Galicia
- Gallant
- Gallarita
- Gallion
- Galliot
- Galt
- Galteemore
- Gambia
- Gamston
- Gananoque
- Ganga
- Ganges
- Gannet
- Ganymede
- Gardenia
- Gardiner
- Garland
- Garlies
- Garnet
- Garry
- Garth
- Gascoyne
- Gaspee
- Gatineau
- Gatwick
- Gauntlet
- Gavinton
- Gavotte
- Gawler
- Gayundah
- Gazelle
- Geelong
- Gelykneid
- General Abercrombie
- General Craufurd
- General Grant
- General Monk
- General Platt
- General Wolfe
- Genereux
- Genista
- Genoa
- Gentian
- Gentille
- George
- George III
- Georgeham
- Georgetown
- Georgiana
- Geraldton
- Geranium
- Germaine
- Germoon Prize
- Gerrans Bay
- Geyser
- Ghurka
- Gibraltar Prize
- Gibraltar
- Gier
- Giffard
- Gifford
- Gift Minor
- Gift
- Giles
- Gilia
- Gilliflower
- Gipsy
- Girdle Ness
- Gironde
- Glace Bay
- Gladiator
- Gladiolus
- Gladstone
- Glaisdale
- Glamorgan
- Glasgow
- Glasserton
- Glassford
- Glatton
- Gleaner
- Glenabyn
- Glenarm
- Glenearn
- Glenelg
- Glengyle
- Glenmore
- Glenroy
- Glentham
- Globe
- Gloire
- Glommen
- Glorieux
- Gloriosa
- Glorioso
- Glorious
- Glory Iv
- Glory
- Gloucester
- Glowworm
- Gloxinia
- Gluckstadt
- Gnat
- Goathland
- Godavari
- Goderich
- Godetia
- Goelan
- Gold Coast
- Golden Falcon
- Golden Fleece
- Golden Hind
- Golden Horse
- Golden Lion
- Golden Rose
- Goldfinch
- Goliath
- Gomati
- Gondwana
- Good Fortune
- Good Hope
- Good Intent
- Good Will
- Goodall
- Goodson
- Goodwin
- Goodwood
- Goole
- Goose Bay
- Gordon
- Gore
- Goree
- Gorey Castle
- Gorgon
- Gorleston
- Goshawk
- Gosport
- Gossamer
- Goulburn
- Gould
- Gozo
- Grace Dieu
- Grace of God
- Grace
- Grafton
- Gramont
- Grampian
- Grampus
- Grana
- Granby
- Grand Turk
- Grandmere
- Grandmistress
- Granicus
- Grantham
- Graph
- Grappler
- Grass Snake
- Grasshopper
- Gravelines
- Grayfly
- Grays
- Great Barbara
- Great Bark
- Great Elizabeth
- Great Galley
- Great Harry
- Great Nicholas
- Great Pinnace
- Great Zabra
- Greatford
- Grebe
- Grecian
- Green Linnet
- Greenfish
- Greenfly
- Greenock
- Greenwich
- Greetham
- Grenada
- Grenade
- Grenado
- Grenville
- Gretna
- Grey Fox
- Grey Wolf
- Greyhond
- Greyhound
- Griffin
- Griffon
- Grille
- Grilse
- Grimsby
- Grindall
- Grinder
- Griper
- Grisle
- Grou
- Grouper
- Grove
- Growler
- Guachapin
- Guadeloupe
- Guardian
- Guardland
- Guelderland
- Guelph
- Guepe
- Guernsey
- Guerriere
- Guilder De Ruyter
- Guildford Castle
- Guildford
- Guillemot
- Guinea
- Guinevere
- Gull
- Gulland
- Gulnare
- Gurkha
- Guysborough
- Gympie
- Gypsy

### H
- (H)1
- (H)2
- (H)3
- (H)4
- (H)5
- (H)6
- H1
- H2
- H3
- H4
- H5
- H6
- H7
- H8
- H9
- H10
- H11
- H12
- H13
- H14
- H15
- H16
- H17
- H18
- H19
- H20
- H21
- H22
- H23
- H24
- H25
- H26
- H27
- H28
- H29
- H30
- H31
- H32
- H33
- H34
- H35
- H36
- H37
- H38
- H39
- H40
- H41
- H42
- H43
- H44
- H45
- H46
- H47
- H48
- H49
- H40
- H51
- H52
- H53
- Haddock
- Hadleigh Castle
- Haerlem
- Haida
- Halberd
- Halcyon
- Haldon
- Half Moon
- Halifax
- Halladale
- Hallowell
- Halsham
- Halstarr
- Halstead
- Hamadryad
- Hambledon
- Hamilton
- Hampshire
- Hampton Court
- Hampton
- Handmaid
- Handy
- Hannam
- Hannibal
- Happy Entrance
- Happy Ladd
- Happy Return
- Happy
- Hardi
- Hardinge
- Hardrock
- Hardy
- Hare
- Harebell
- Harereen
- Harfruen
- Hargood
- Harland
- Harlech
- Harlequin
- Harman
- Harp
- Harpenden
- Harpham
- Harpy
- Harrier
- Harriot
- Harrow
- Hart
- Hartland Point
- Hartland
- Hartlepool
- Harvester
- Harwich
- Hastings
- Hasty
- Hatherleigh
- Haughty
- Havannah
- Havant
- Havelock
- Haversham
- Havick
- Havock
- Hawea
- Hawk
- Hawke
- Hawkins
- Hawthorn
- Haydon
- Hayling
- Hazard Prize
- Hazard
- Hazardous
- Hazleton
- Heart of Oak
- Heartsease
- Hearty
- Heather
- Hebe
- Hecate
- Hecla
- Hector
- Hedingham Castle
- Heir Apparent
- Helder
- Helderenberg
- Heldin
- Helena
- Helford
- Helicon
- Heliotrope
- Helmsdale
- Helmsley Castle
- Helverson
- Hemlock
- Henrietta Maria
- Henrietta
- Henry Galley
- Henry Grace a Dieu
- Henry of Hampton
- Henry Prize
- Henry
- Henryville
- Hepatica
- Herald
- Herbrus
- Hercules
- Hereward
- Hermes
- Hermione
- Herne Bay
- Hero
- Heroine
- Heron
- Hespeler
- Hesper
- Hesperus
- Hestor
- Heureux
- Hever Castle
- Hexham
- Hexton
- Heythorp
- Hibernia
- Hibiscus
- Hickleton
- Highburton
- Highflyer
- Highlander
- Highway
- Hilary
- Hildersham
- Hillary
- Himalaya
- Hinchinbrook
- Hind
- Hindostan
- Hindustan
- Hinksford
- Hippomenes
- Hirondelle
- Hobart
- Hodgeston
- Hogue
- Holcombe
- Holderness
- Holdernesse
- Holighose
- Holigost Spayne
- Holigost
- Hollesley Bay
- Holly
- Hollyhock
- Holm Sound
- Holmes
- Holstein
- Honesty
- Honeysuckle
- Hong Kong
- Hood
- Hope Prize
- Hope
- Hopewell
- Horatio
- Hornby
- Hornet
- Hornpipe
- Horseman
- Horsleydown
- Hospital Ship No.22
- Hoste
- Hostile
- Hotham
- Hotspur
- Houghton
- Hound
- House de Swyte
- Hoverfly
- Hovingham
- Howe
- Howett
- Howitzer
- Hubberston
- Hugh Lindsay
- Hugh Rose
- Hughes
- Hulvul
- Humber
- Humberstone
- Hunter
- Huntley
- Huntsville
- Huron
- Hurricane
- Hursley
- Hurst Castle
- Hurst
- Hurworth
- Hussar
- Hyacinth
- Hyaena
- Hyderabad
- Hydra
- Hydrangea
- Hygeia
- Hyperion
- Hythe